# Andrzej Duda
Andrzej Sebastian Duda, poljski politik in predsednik, * 16. maj 1972, Krakov
Duda je poljski odvetnik in politik. Med letoma 2015 in 2025 je bil dva mandata predsednik Poljske. Položaj je prevzel 6. avgusta 2015. Ponovno je bil izvoljen na volitvah leta 2020. Preden je postal predsednik, je bil od leta 2011 do 2014 poslanec Sejma in od leta 2014 do 2015 poslanec Evropskega parlamenta.
Duda je bil predsedniški kandidat stranke Zakon in pravičnost (PiS) na predsedniških volitvah maja 2015. V prvem krogu je prejel 5.179.092 glasov – 34,76 odstotka veljavnih glasov. V drugem krogu je prejel 51,55 odstotka glasov in premagal takratnega predsednika Bronisława Komorowskega, ki je prejel 48,45 odstotka glasov. 26. maja 2015 je Duda kot novoizvoljeni predsednik odstopil s članstva v stranki.
24. oktobra 2019 je prejel uradno podporo stranke PiS pred svojo ponovno izvolitvijo leta 2020. V prvem krogu je končal na prvem mestu, nato pa je v drugem krogu premagal Rafała Trzaskowskega z 10.440.648 glasovi oziroma 51,03 odstotka glasov. V svojem prvem in drugem mandatu se je Duda v veliki meri povezoval z desničarskimi ideologijami, ki jih zagovarjata stranka PiS in njen vodja Jarosław Kaczyński. Po ruski invaziji na Ukrajino februarja 2022 je Duda igral pomembno vlogo pri usklajevanju mednarodnih prizadevanj za podporo ukrajinski vojski.

## Mladost in izobraževanje
Duda se je rodil 16. maja 1972 v Krakovu, mami Janini Milewski in očetu Janu Tadeuszu Dudi, profesorjema na Univerzi za znanost in tehnologijo AGH. Njegov dedek se je boril v poljsko-sovjetski vojni, kasneje pa je bil med drugo svetovno vojno pripadnik domobranske vojske.
Med letoma 1987 in 1991 je Duda obiskoval srednjo šolo Jan III. Sobieski v Krakovu, kjer je študiral humanistiko. Nato je študiral pravo na Jagiellonski univerzi. Oktobra 2001 je bil z diplomo magistra prava imenovan za asistenta na Oddelku za upravno pravo Fakultete za pravo in upravo Jagiellonske univerze. Januarja 2005 je postal doktor prava (LL.D.) na Jagiellonski univerzi. Zaradi zapletov v politični karieri je od septembra 2006 večinoma na neplačanem dopustu na univerzi, razen v 13-mesečnem intervalu, ki se je začel septembra 2010, ko se je vrnil na univerzo. Poleg tega je Duda delal kot predavatelj na Visoki šoli za izobraževanje in upravo Mieszko I v Poznańu.

## Politika
Duda je svojo politično kariero začel kmalu po prelomu tisočletja v zdaj že ukinjeni Stranki Unije svobode. Po parlamentarnih volitvah leta 2005 je začel sodelovati s stranko Zakon in pravičnost (PiS). Med letoma 2006 in 2007 je bil državni podsekretar na ministrstvu za pravosodje, preden je od leta 2007 do 2008 postal član poljskega državnega sodišča.
Od leta 2008 do 2010, med predsedovanjem Lecha Kaczyńskega, je bil Duda državni podsekretar v uradu predsednika. Leta 2010 je kot kandidat stranke PiS neuspešno kandidiral za župana Krakova, vendar je bil na parlamentarnih volitvah leta 2011 uspešnejši, saj je za območje Krakova prejel 79.981 glasov in tako postal član poljskega parlamenta Sejm.
Septembra 2013 je revija Polityka Dudo označila kot enega najaktivnejših poslancev parlamenta in ga opisala kot odprtega za argumente opozicije ter kot nekoga, ki se vzdržuje osebnih napadov, kar je del njegove vloge v Komisiji za ustavno odgovornost. Duda je ostal član Sejma, dokler ni bil leta 2014 izvoljen v Evropski parlament.

### Predsednik Poljske
Duda se je na volitvah leta 2015 odločil izzvati takratnega predsednika republike Bronisława Komorowskega, pri tem ga je podprla stranka Zakon in pravičnost. V prvem krogu predsedniških volitev leta 2015 je Duda zmagal s 5.179.092 glasovi, kar je 34,76 odstotka veljavnih glasov. V drugem krogu je Duda prejel 51,55 odstotka in postal novi predsednik Poljske. 26. maja 2015 je uradno odstopil iz članstva v stranki.
Znova je kandidiral na naslednjih volitvah leta 2020 in v prvem krogu prejel skoraj 44 odstotkov glasov. Varšavski župan Rafał Trzaskowski je bil drugi z nekaj več kot 30 odstotki glasov. Drugi krog je bil 12. julija, Duda je bil znova izvoljen.

## Zasebno
Duda je poročen z Agato Kornhauser-Duda, učiteljico nemščine na srednji šoli Jan III Sobieski v Krakovu. Spoznala sta se kot dijaka na zabavi. Poročila sta se 21. decembra 1994. Imata hčerko Kingo, rojeno leta 1995. Septembra 2020 jo je Duda imenoval za svetovalko za socialna vprašanja. Dudov tast je Julian Kornhauser, znan pisatelj, prevajalec in literarni kritik. Duda se je kot študent udeležil poljskega akademskega prvenstva v alpskem smučanju.
Duda je rimskokatoličan. Ob številnih priložnostih se je udeležil verskih obredov, med drugim polnočnice, blagoslova jedil na veliko soboto in procesije Corpus Christi v Krakovu.